# Can Margenat (Llinars del Vallès)
Can Margenat és una obra de Llinars del Vallès (Vallès Oriental) inclosa a l'Inventari del Patrimoni Arquitectònic de Catalunya.

## Descripció
Conjunt format per tres edificis units. L'antiga rectoria de Sant Joan conserva una finestra conopial amb la data de 1553. Al costat, Can Margenat conserva dues crugies de l'antiga masia i l'altra crugia és on s'ha construït Can Bartomeu. Can Margenat té un portal dovellat i una finestra conopial amb dos escuts, i és coberta a dos vessants. Can Bartomeu és una construcció amb elements formals de caràcter eclèctic, de planta rectangular, capcer sinuós i orientada a ponent.

## Història
Can Margenat i la rectoria són dos edificis del segle xvi segons ens indica la seva tipologia i la inscripció del 1553. Els Margenat estan documentats en el fogatge de 1553.
Can Bartomeu porta la inscripció de 1906, aquesta nova construcció aprofita part de Can Margenat.